# Henri Martin (historicus)

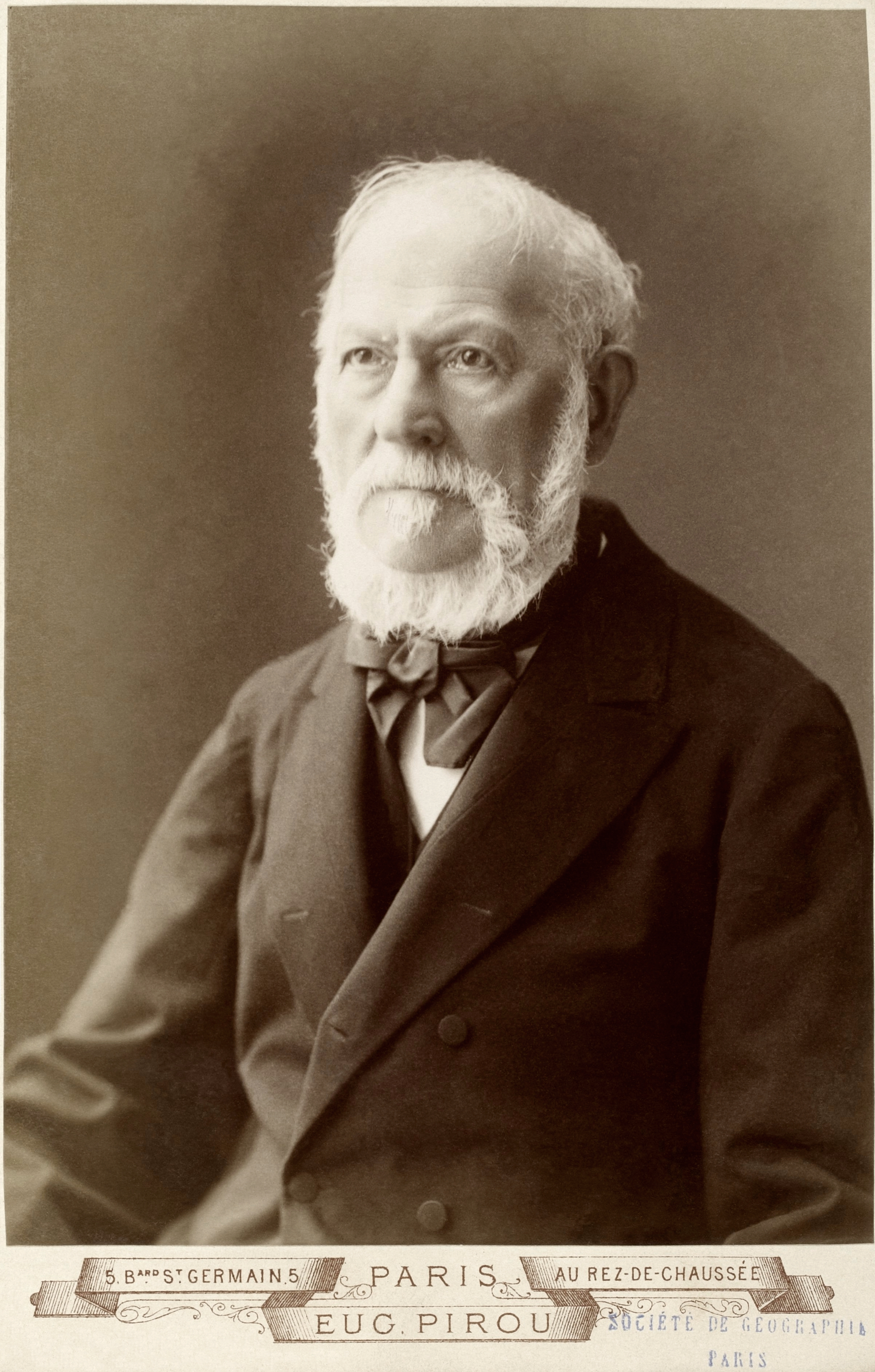
Henri Martin

Henri Martin (Saint-Quentin, 20 februari 1810 - 14 december 1883) was een Frans historicus. Nadat Martin enkele verhalen had geschreven, wijdde hij zijn leven aan de geschiedenis van Frankrijk. Zijn belangrijkste werk is Histoire de France, bestaande uit 19 delen.
In 1878 werd Martin verkozen tot lid van de Académie française.